# Снєжина Петрова
Снєжина Петрова (болг. Снежина Петрова; нар. 16 січня 1970 року, Сілістра, НРБ) — болгарська акторка.

## Життєпис
Снєжина Петрова народилася 16 січня 1970 року в Сілістрі. У 1994 році закінчила Національну академію театрального та кіномистецтва (Софія). Після закінчення навчання Петрова працювала у складі багатьох болгарських театральних труп та стала однією з найуспішніших болгарських актрис театру.

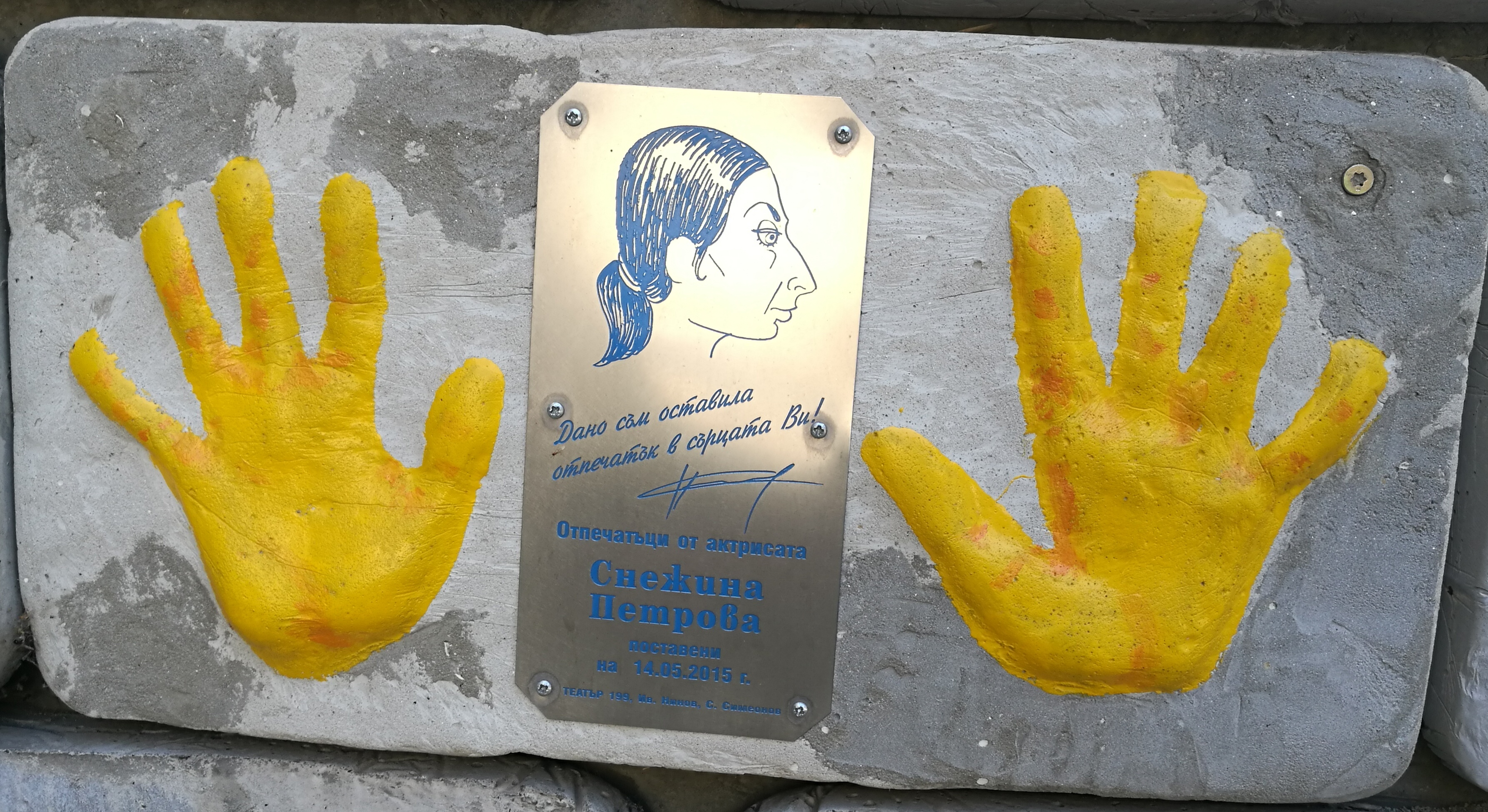
Стіна слави (Театр 199)

Також Петрова працює на телебаченні та бере участь у кінематографічних проектах.

## Вибіркова фільмографія
- Розмова з птахами (1997)
- Зникнення Созополя (2014)